# دیوینه ته‌آه
دیوینه ته‌آه (انگلیسی: Divine Teah؛ زادهٔ ۱۹ آوریل ۲۰۰۶) بازیکن فوتبال اهل لیبریا است که در حال حاضر برای باشگاه فوتبال اسلاویا پراگ بازی می‌کند.
وی همچنین در تیم ملی فوتبال لیبریا بازی کرده است.

## دوران باشگاهی

### نیمبا و هامارابی
دیوینه ته‌آه از باشگاه ماسا به نیمبا فراخوانده شد. او در فصل ۲۰۲۱–۲۲ اولین گل خود را برای نیمبا به ثمر رساند. در تاریخ ۱۱ اکتبر ۲۰۲۳، روزنامه انگلیسی گاردین او را به عنوان یکی از بهترین بازیکنان متولد ۲۰۰۶ در سراسر جهان معرفی کرد. طبق گفته فابریتزیو رومانو، در طول دوران حضورش در نیمبا، او به شدت با تیم‌هایی مانند میلان، اسپورتینگ لیسبون و بایر لورکوزن مرتبط بود.
در تاریخ ۱۹ آوریل ۲۰۲۴، ته‌آه قراردادی چهار ساله با باشگاه فوتبال هامارابی امضا کرد که انتقال او در پنجره نقل و انتقالات تابستانی در ژوئیه ۲۰۲۴ رسمی شد. او در شکست ۱–۰ برابر باشگاه فوتبال گوتبورگ در لیگ برتر فوتبال سوئد اولین بازی خود را انجام داد.

### اسلاویا پراگ
در تاریخ ۳۰ اکتبر ۲۰۲۴، هامارابی اعلام کرد که ته‌آه پس از انجام ۷ بازی تعویضی در لیگ و یک بازی ۹۰ دقیقه‌ای، به باشگاه جمهوری چکی اسلاویا پراگ منتقل شده است. این انتقال می‌تواند به مبلغ نزدیک به ۵۰ میلیون کرون سوئد برسد. این معامله در ۱ ژانویه ۲۰۲۵ رسمی شد. او قراردادی پنج ساله امضا کرد که تا ۳۱ دسامبر ۲۰۲۹ اعتبار دارد. همبازی لیبریایی او اسکار دارلی که قبلاً در اسلاویا بوده، ادعا کرده که به ته‌آه در سازگاری با لیگ جدید کمک خواهد کرد.

## دوران ملی
ته‌آه اولین بازی خود را برای تیم ملی فوتبال لیبریا در برابر بنین انجام داد. پس از ۷ بازی، او اولین گل خود را در شکست ۳–۱ برابر غنا به ثمر رساند.